# James Wilson (dartsjátékos)
James Wilson (Weston-super-Mare, 1972. február 25. –) angol dartsjátékos. 2007-től 2015-ig a British Darts Organisation, majd 2015-től 2024-ig a Professional Darts Corporation tagja. Beceneve "Jammy Dodger".

## Pályafutása

### BDO
Wilson 2012-ben, miután megnyert néhány kisebb tornát a BDO-nál, a Winmau World Masters-en negyeddöntőt játszott, amely az addigi legjobb eredménye volt a BDO-nál. Ennek ellenére sem lett kiemelt játékos a világbajnokságon, ahol Stephen Buntinggal találkozott az első körben, akitől 3–2-es vereséget szenvedett. Wilson 2013-ban már döntőt játszott a World Mastersen, de ott 7–0-ra kikapott Buntingtól. Szintén ebben az évben megszerezte első nagy torna győzelmét a BDO-nál, amelyet a Zuiderduin Mastersen ért el, miután 5–1-re verte Buntingot. A 2014-es BDO világbajnokságon már a negyeddöntőig jutott (legyőzte Scott Mitchellt és Christian Kist-et is), majd Alan Norristól 5–2-es vereséget szenvedett. 2014-ben megnyerte a World Trophyt, majd a BDO ranglistáján az első helyen volt kiemelt a 2015-ös világbajnokságon. A vb-n a svéd Peter Sajwani ellen kezdett, de meglepetésre kikapott és búcsúzott a tornától.
A 2015-ös BDO világbajnokság után néhány nappal később bejelentette, hogy a PDC-nél folytatja pályafutását.

### PDC
Wilson 2015 januárjában elindult a PDC által szervezett Qualifying School-ban, ahol hamar megszerezte a PDC versenyein való induláshoz feljogosító PDC Tour kártyát. A 2015-ös UK Open-en a negyedik körig jutott, majd a következő évben is megismételte ezt a teljesítményét. Ebben az évben már három elődöntőt is játszhatott a Players Championship állomásain, majd a 15. fordulóban már sikerült döntőbe jutnia, ahol 6–3-ra kapott ki Michael van Gerwen-től. Az év további szakaszában az Európa-bajnokságon negyeddöntőt játszhatott, valamint szerepelt a Grand Slam of Darts és Players Championship Finals nagy tornákon is, melyeken előbbin a csoportkörből nem tudott továbbjutni, utóbbin pedig már az első körben búcsúzott, annak ellenére, hogy a 11. helyen volt kiemelt.
2017-ben először sikerült számára kvalifikálni a világbajnokságra, de már az első körben kiesett Kim Huybrechts ellen. A 2018-as világbajnokságon az első körben Krzysztof Ratajskit sikerült legyőznie, majd a második körben 4–0-val vereséget szenvedett az első helyen kiemelt Michael van Gerwen-től.

## Döntői

### BDO nagytornák: 3 döntős szereplés
| Történet                 |
| World Masters (0–1)      |
| Zuiderduin Masters (1–0) |
| World Trophy (1–0)       |

| Eredmény | Sorszám | Év   | Bajnokság          | Ellenfél a döntőben | Pontok    |
| Döntős   | 1.      | 2013 | World Masters      | Stephen Bunting     | 0–7 (sz)  |
| Győztes  | 1.      | 2013 | Zuiderduin Masters | Stephen Bunting     | 5–1 (sz)  |
| Győztes  | 2.      | 2014 | World Trophy       | Ross Montgomery     | 13–11 (l) |

### PDC European Tour-versenyek: 1 döntős szereplés
| Történet    |
| Egyéb (0–1) |

| Eredmény | Sorszám | Év   | Bajnokság                 | Ellenfél a döntőben | Pontok  |
| Döntős   | 1.      | 2018 | German Darts Championship | Michael van Gerwen  | 6–8 (l) |

1. 1 2  (l) = pontszám legekben, (sz) = pontszám szettekben.

## Tornagyőzelmei
| - PDC UK Q-School Final Stage - Event 01: 2022 - England GP of Darts Grand Final: 2012 - England GP of Darts Huddersfield: 2012 | - Jersey Classic: 2012 - Lancashire Classic Open: 2012 - Wales Classic: 2013 - Yorkshire Classic: 2014 |

## Világbajnoki szereplései

### BDO
- 2013: Első kör (vereség  Stephen Bunting ellen 2–3)
- 2014: Negyeddöntő (vereség  Alan Norris ellen 2–5)
- 2015: Első kör (vereség  Peter Sajwani ellen 1–3)

### PDC
- 2017: Első kör (vereség  Kim Huybrechts ellen 0–3)
- 2018: Második kör (vereség  Michael van Gerwen ellen 0–4)
- 2019: Második kör (vereség  William O’Connor ellen 2–3)
- 2020: Első kör (vereség  Nico Kurz ellen 1–3)
- 2022: Első kör (vereség  Luke Woodhouse ellen 1–3)